# Rivière (Belgique)
Pour les articles homonymes, voir Rivière (homonymie).
Rivière (en wallon Rivire) est un village en bord de Meuse (rive gauche) entre Dinant et Namur. Administrativement il fait partie de la commune de Profondeville située en Région wallonne dans la province de Namur (Belgique). C'était une commune à part entière avant la fusion des communes de 1977.

## Démographie
- Sources:INS, Rem:1831 jusqu'en 1970=recensements, 1976= nombre d'habitants au 31 décembre

## Patrimoine et culture

### Patrimoine architectural
- Dans la pittoresque vallée du Burnot, l'institut des prêtres du Sacré-Cœur occupe l'emplacement d'un prieuré auquel a succédé, en 1762, une grosse maison en pierre du pays, ayant des allures de château[1]. C'est là où Camille Lemonnier s'installa en 1869.
- Eglise de la Trinité, construite en 1844 et 1845 en style éclectique par l'architecte Dumont[2].
- Ferme du Moulin. Situé au fond de la vallée du Burnot, anciennes forges en L. Propriété des maîtres de forges dès le début du XVIIIe siècle par Gillain Jeanmar, puis à la fin du même siècle par Auguste-Joseph Bauchau. Le moulin a subi des transformations au XIXe et XXe siècle[3].

## Enseignement
Sur les hauteurs de Rivière se trouve la petite école communale qui accueille les enfants de 3 à 12 ans.

## Économie

### Communications
Le village est desservi par le bus 21 (Namur-Maredsous) et le bus 34 (Namur-Dinant).